# 叶露中
叶露中（1963年5月—），男，汉族，安徽巢湖人，中华人民共和国政治人物。大学学历，经济学学士，讲师。曾任中共六安市委书记，现任安徽省第十四届人大常委会教育科学文化卫生工作委员会主任。

## 生平
1984年5月加入中国共产党。1986年，毕业于安徽农学院（现安徽农业大学）农经管理专业。1986年7月参加工作，历任滁州师专（现滁州学院）教师，滁州师专乡镇经济系团总支副书记、书记，滁州师专企管系副主任。1996年起，先后任安徽省滁州市经贸委副主任，滁州市琅琊区委副书记，滁州市全椒县委副书记、代县长、县长。2004年6月，任滁州市委常委。2008年5月，任安徽省淮北市委常委、市委组织部部长。2011年，任淮北市政府副市长、常务副市长。2013年6月，任安徽省阜阳市委副书记、市委党校校长。2016年5月，任安徽省民政厅厅长。2018年1月，任安徽省六安市委副书记，市政府市长。2018年2月24日，当选为第十三届全国人大代表。
2018年5月，在其六安市人民政府市长任上，发生了该市部分学校教师集体讨薪遭警方殴打、抓捕的暴力维稳事件，引发舆论广泛关注。
2021年6月1日，任中共六安市委书记。2023年1月，获任命为安徽省第十四届人民代表大会城建环资委副主任委员，并继续担任中共六安市委书记直到当年11月。2024年1月，获任命为安徽省人大常委会教育科学文化卫生工作委员会主任。
2018年1月，当选第十三届全国人民代表大会安徽地区代表。2022年6月，当选中共二十大代表。